# Lago Klingnauer Stausee
O Lago Klingnauer Stausee é um lago artificial localizado perto de Böttstein, cantão de Aargau, Suíça. 
Localiza-se nas coordenadas 47 ° 35'N 8 ° 14'E. Este lago tem uma superfície de 1,16 km ²  e foi formado com a construção de uma barragem no Rio Aar na década de 1930.